# Акбузат (ипподром)

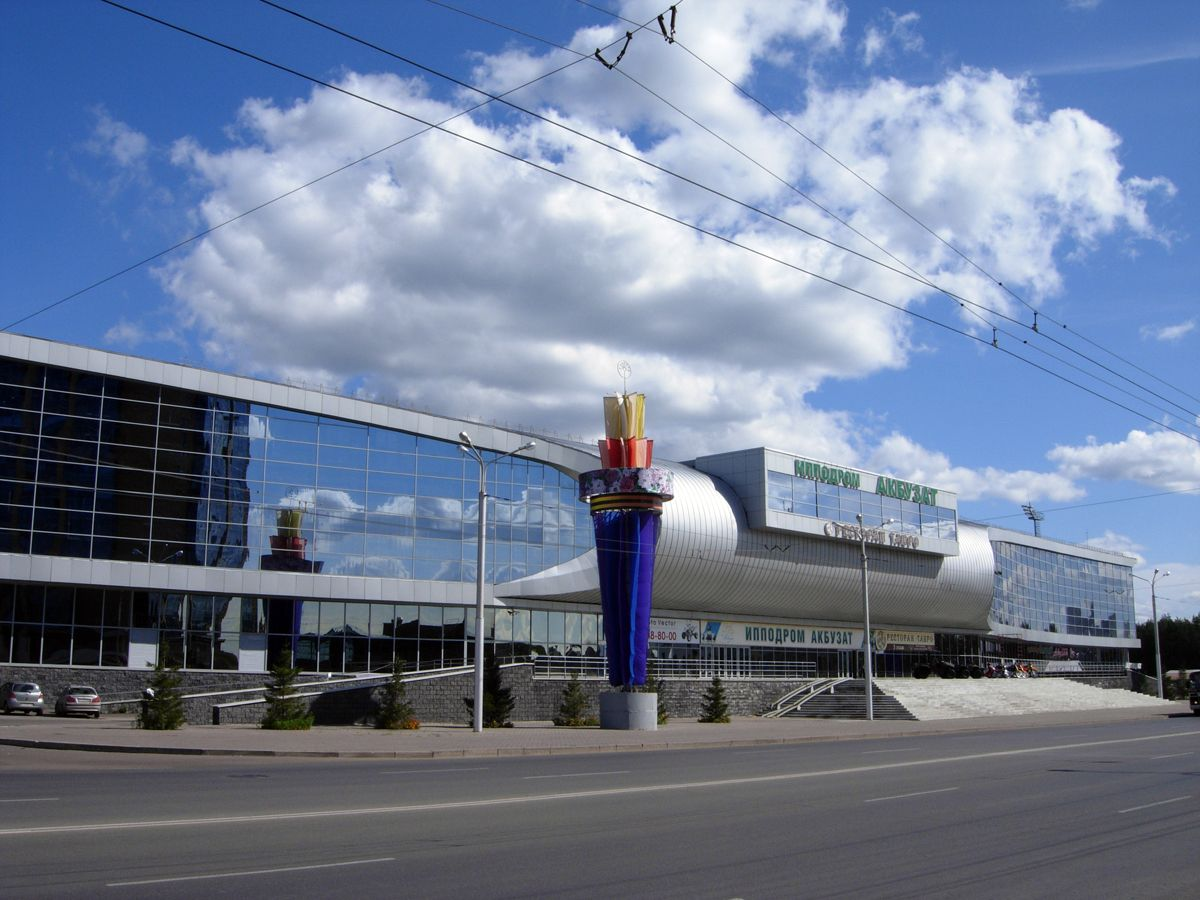
Ипподром «Акбузат»

«Акбузат» — ипподром в городе Уфе. В 2009 году ему присвоено имя Героя Советского Союза генерал-майора Т.Т.Кусимова.

## Название
Ипподром был назван в честь крылатого коня Урал-батыра — Акбузата, персонажа башкирской мифологии.

## История
История ипподрома начинается в 1883 году. В этом году Главным Управлением коннозаводства и коневодства России был принят проект о строительстве Уфимской случной конюшни с ипподромом.
В 1892 году ипподром упоминается в журнале «Коннозаводство и коневодство» № 12 за 26 августа 1892 года в числе 36 российских ипподромов.
В 1924 году согласно распоряжению Наркомзема Башкирской АССР завершилось строительство Уфимского республиканского ипподрома по испытаниям рысистых лошадей. В 1970 году испытания лошадей были перенесены в село Дуван.
В 1968 году правительством Башкирской АССР было решено построить новый ипподром. Он был открыт в 1982 году в год 425-летия добровольного присоединения Башкирии к России. В этом же году 26 июля были проведены первые скачки.
С тех пор «Акбузат» уверенно входит в число ведущих ипподромов сначала СССР, а затем и Российской Федерации. На нём проводятся крупнейшие соревнования: XXIV Всесоюзные соревнования конников колхозов, совхозов и конных заводов (1983 г.), соревнования «Зона Урала» (1985, 1987, 1989, 1992, 1993 гг.), Всероссийские соревнования конников (2001 и 2004 гг.), Малый Чемпионат наездников (1995 г.), Международная встреча наездников «Башкортостан — Италия» (2003 г.), дружественная встреча-чемпионат наездников «Башкортостан — Финляндия» (2004 г.). «Акбузат» 7 раз был признан лучшим ипподромом России: 1984, 1986, 1990, 2001, 2002, 2003, 2004 гг.
В период с ноября 2005 года по октябрь 2007 года ипподром прошёл капитальную реконструкцию по проекту японской фирмы «RAUM Architects», работы проводила фирма «Башкортостаннефтезаводстрой». Реконструкция была приурочена к празднованию 450-летия добровольного вхождения Башкортостана в состав России. В честь открытия ипподрома были проведены XIV Всероссийские Соревнования конников (11—14 октября 2007 г.).
С 2009 года ипподром носит имя Героя Советского Союза Т.Т.Кусимова.

## Ипподром «Акбузат» сегодня
Ныне «Акбузат» — современный универсальный конно-спортивный комплекс со всепогодным грунтом на ипподромном поле. Он включает в себя четырехуровневое здание главной трибуны (вместимость — до 6500 мест, из которых 5000 мест в застеклённом здании, а 1500 — под открытым небом), манеж с центральным отоплением и системой вентиляции. В состав комплекса входят также ветеринарный лазарет, трёхуровневая конюшня на 70 мест, а также гостиница для спортсменов.
Спортивно-тренировочный сектор ипподрома располагает двумя полями для соревнований по высшей школе верховой езды, тренировочной площадкой для пони, разминочным и конкурным полями, четырьмя дорожками:
- Наружная дорожка — скаковая со всепогодным грунтом (длина — 1144 м, ширина — 16 м, радиус поворота — 106 метров с виражами до 5 градусов)
- Вторая дорожка — беговая с покрытием гранитной крошкой (длина — 1000 м, ширина — 18 м, вираж в поворотах до 8 градусов)
- Третья дорожка — техническая
- Четвертая дорожка — тренировочная с песчаным покрытием (длина — 893 м)

Здесь регулярно проводятся конно-спортивные соревнования самого высокого уровня.
Ежегодно на ипподроме проводятся конно-спортивные турниры «Терра Башкирия».

## Музей ипподрома
В здании ипподрома расположен музей, посвящённый достижениям ипподрома. В него входят экспозиции, посвящённые башкирской породе лошадей, раздел конного спорта, стена рекордов — 12 самых известных лошадей, поставивших рекорды на уфимском ипподроме, а также кубки, которые завоевала башкирская команда на различных соревнованиях.